# Karmøy

Karmøy község elhelyezkedése Rogaland megyében.

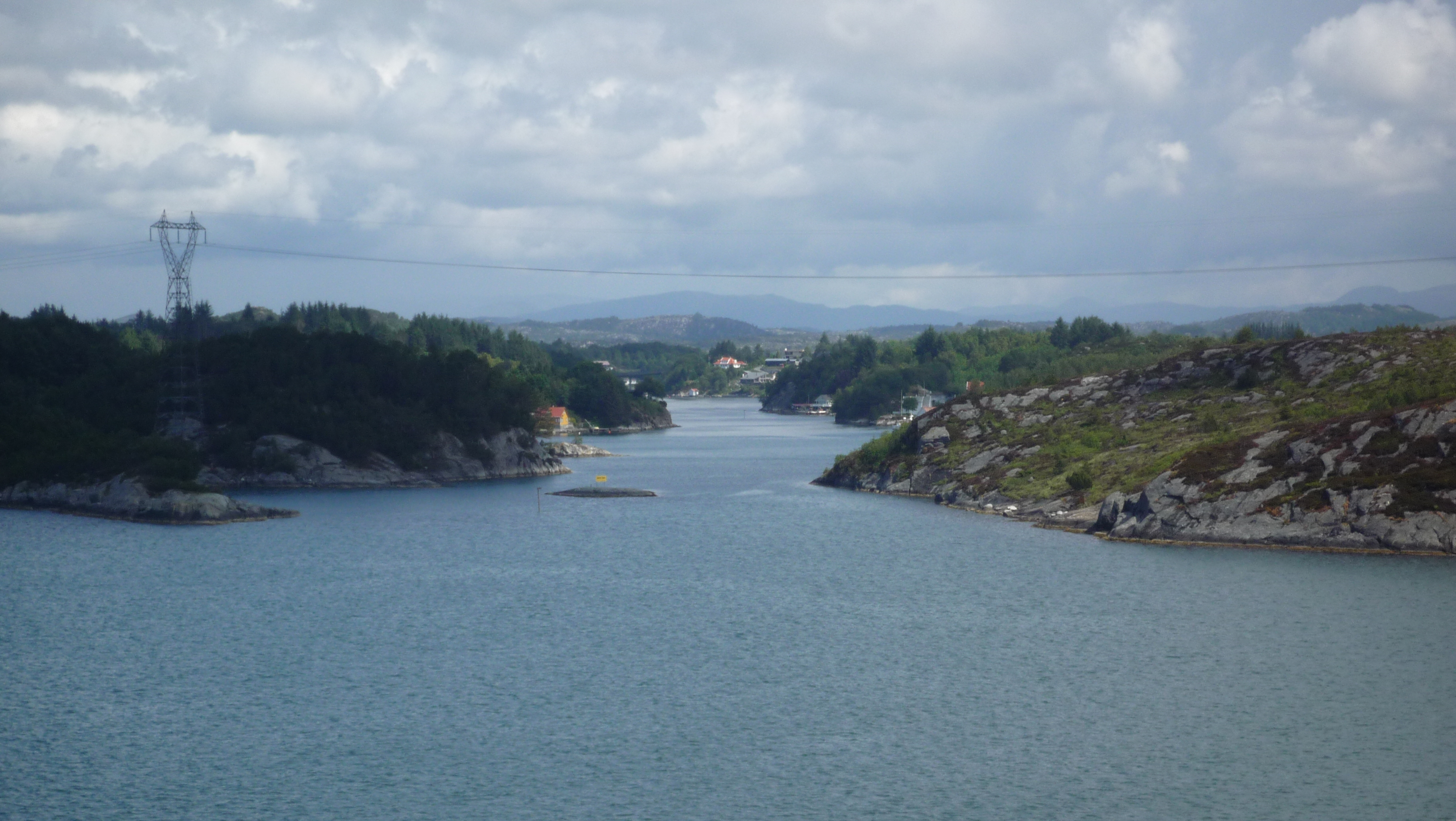
Røyksund.

Karmøy község címere.

Karmøy község (norvégül kommune) Norvégia délnyugati részében, Rogaland megyében (fylke), Haugesund városától délnyugatra.
Területe 219,2 km2, népessége 39 354 (2009. január 1-jén).
A község 1965. január 1-jen jött létre, Kopervik, Skudeneshavn, Skudenes, Stangaland, Torvastad, Åkra és Avaldsnes jórésze egyesülésével.

## Neve
Nevének óészaki alakja Körmt volt. Ez a név valószínűleg a karmr szóból származott, ami a faház tetőhomlokzatát jelöli (ebben az összefüggésben pedig oltalmazó szigetet). A név végén szereplő øy, aminek jelentése „sziget”, később került a szó végére.

## Címere
Címerét a község 1975. április 18-án kapta. Ezüstszín gyémantot és keresztet ábrázol vörös háttérben. A gyémant a szárazföldet védelmező szigetet jelképezi, a kereszt az avaldsnesi templomot, amely a középkorban királyi kápolna volt.

## Története
Karmøyből számos kőkori. bronzkori és vaskori lelet ismert.

## Testvérvárosai
- Mjölby, Svédország
- Vinderup, Dánia

## Híres lakói
- Augvald, legendabeli király
- Ferking, legendabeli király
- Széphajú Harald, Norvégia alapítója és első királya
- Leif Ove Andsnes, zongoraművész
- Egil Østenstad, labdarúgó

## Külső hivatkozások
- Tourist information - from the municipality

## Fordítás
- Ez a szócikk részben vagy egészben  a   Karmøy című angol Wikipédia-szócikk ezen változatának fordításán alapul.  Az eredeti cikk szerkesztőit annak laptörténete sorolja fel. Ez a jelzés csupán a megfogalmazás eredetét és a szerzői jogokat jelzi, nem szolgál a cikkben szereplő információk forrásmegjelöléseként.